# Giovanni Barbiano di Belgiojoso
Giovanni Barbiano di Belgiojoso (o alternativamente Belgioioso; Milano, 28 maggio 1638 – Milano, 20 dicembre 1715) è stato un nobile e militare italiano.

## Biografia

### Infanzia
Giovanni nacque a Milano il 28 maggio 1638, figlio del conte Carlo Barbiano di Belgiojoso e della sua seconda moglie, la nobildonna Francesca Malombra.

### Carriera militare
Ad appena undici anni entrò al servizio dell'impero, facendo parte del corteo dell'allora arciduca Ferdinando d'Asburgo che lo portò con sé da Milano verso la Spagna per accompagnare sua sorella Maria Anna, destinata in sposa a re Filippo IV di Spagna. Fu probabilmente in Spagna che il giovane Barbiano di Belgiojoso maturò la propria vocazione al mestiere delle armi e pertanto decise di arruolarsi nell'esercito imperiale. Combatté nella Guerra franco-spagnola in Italia dove poté tornare in occasione della vittoriosa battaglia di Valenza nel 1656 dove ebbe modo di distinguersi e dove venne notato dal generale conte di Echenfurt che gli affidò in seguito il comando di una compagnia del suo reggimento dall'anno successivo; nel 1659, trasferito nel reggimento del principe di Liechtenstein, venne promosso al rango di maggiore.
Dal 1661 Barbiano di Belgiojoso prese parte alla guerra di restaurazione portoghese, distinguendosi sotto il comando di don Giovanni d'Austria che lo nominò suo aiutante di campo, il più anziano d'esperienza tra tutti i comandanti italiani presenti nell'esercito spagnolo. Promosso al rango di colonnello, nel 1663 rimase assediato col suo reggimento ad Évora nell'ambito della battaglia di Ameixial. Nel corso dei combattimenti uscì gravemente ferito al collo nel tentativo di rompere l'accerchiamento portoghese e venne tratto prigioniero. Rimase in cattività in Portogallo fino all'anno successivo. Tornato in libertà e guarito dalla ferita, ritornò a combattere con l'esercito spagnolo, prendendo parte alla battaglia di Montes Claros (1665) e ad altri episodi bellici, sempre segnalandosi per le proprie qualità militari, ottenendo il comando del tercio viejo italiano impegnato nella campagna. Re Carlo II di Spagna lo insignì della commenda dell'Ordine di Santiago nel 1667. Un anno dopo, al termine del conflitto in Portogallo, sancito dal Trattato di Lisbona, venne inviato nelle Fiandre con un contingente di soldati spagnoli per rafforzare le difese al confine con la Francia. Poco dopo la partenza dal porto di Cadice, però, il suo contingente venne attaccato da una piccola flotta di pirati barbareschi da cui però riuscì a sfuggire.

### Ritorno a Milano
Una volta giunto nelle Fiandre ottenne il comando di varie piazze d'armi e dal 1671 al 1673 fu vice governatore della provincia di Saint-Omer. Nel 1675 chiese di essere dispensato dal servizio militare attivo, formalmente adducendo il ritorno di una febbre maligna effettivamente contratta durante il periodo di permanenza in Spagna, ma in realtà la motivazione vera fu per motivi strettamente familiari: dei suoi tre fratelli, infatti, Ludovico era ecclesiastico, Paolo era stato assassinato misteriosamente la sera prima delle nozze e Alberico, suo fratello maggiore, aveva avuto solo figlie femmine dal suo matrimonio. La prosecuzione della casata era dunque affidata proprio a Giovanni e per questo nel 1682 sposò la marchesa Beatrice Pallavicini, dalla quale ebbe una figlia. Ancora una volta sotto la minaccia di estinguere la sua casata, alla morte della prima moglie si risposò nel 1685 con la contessa Isabelle von Wolkenstein, sorella del vescovo di Trento, dalla quale ebbe infine diversi figli maschi.
Trasferitosi definitivamente a Milano, Giovanni entrò a far parte attivamente della vita cittadina divenendo nel 1681 membro del consiglio dei Dodici di provvisione e dal 1684, grazie ad un diploma datato 22 marzo e sottoscritto dal governatore, il Conte di Melgar, venne nominato sovrintendente della Milizia Urbana. Nel 1680 venne proposto come governatore della città di Mantova, ma rifiutò. Nel 1679, con l'intenzione di impegnarsi attivamente nelle istituzioni caritative della città, venne nominato consigliere del Luogo Pio della Misericordia e poi dell'Ospedale Maggiore; nel 1698 divenne priore del Monte di Pietà.

### Morte
Morì a Milano il 20 dicembre 1715.

## Matrimonio e figli
Il 28 novembre 1682 a Milano sposò Beatrice Pallavicino, figlia del marchese Muzio Pallavicino. La coppia ebbe una sola figlia:
- Anna (1683-?), monaca del monastero di Sant'Agostino Nero

Dopo la morte della prima moglie, il 25 febbraio 1685 a Milano sposò Isabelle von Wolkenstein-Trostburg, sorella del vescovo di Trento Anton Dominik von Wolkenstein-Trostburg e figlia del nobile tirolese Gaudenz Fortunat von Wolkenstein-Trostburg e di Margarethe von Altemps. La coppia ebbe insieme i seguenti eredi:
- Francesca (1686-1758), sposò in prime nozze il conte Cesare Taverna di Landriano ed alla morte di questo, in seconde nozze, si risposò con Carlo Alfonso Corio Visconti, conte di Robbiate
- Antonia (1689-1760), monaca del monastero di Sant'Agostino Nero
- Margherita (1691-1754), monaca del monastero di Sant'Agostino Nero
- Antonio (1693-1779), conte di Belgioioso, sposò la contessa Barbara d'Adda
- Carlo (1695-1770 circa), colonnello francese

## Ascendenza
|                                                         |  |                                          | Genitori                                          |  |  | Nonni |  |  | Bisnonni                                                 |  |  | Trisnonni                                                    |  |
|                                                         |  |                                          |                                                   |  |  |       |  |  | Ludovico Barbiano di Belgiojoso, III conte di Belgioioso |  |  | Pierfrancesco Barbiano di Belgiojoso, II conte di Belgioioso |  |
|                                                         |  |                                          |                                                   |  |  |       |  |  | Ludovico Barbiano di Belgiojoso, III conte di Belgioioso |  |  | Pierfrancesco Barbiano di Belgiojoso, II conte di Belgioioso |  |
|                                                         |  | Paola Torelli                            |                                                   |  |  |       |  |  | Ludovico Barbiano di Belgiojoso, III conte di Belgioioso |  |  |                                                              |  |
| Alberico Barbiano di Belgiojoso, IV conte di Belgioioso |  |                                          |                                                   |  |  |       |  |  | Ludovico Barbiano di Belgiojoso, III conte di Belgioioso |  |  |                                                              |  |
|                                                         |  | Barbara Trivulzio                        | Gian Francesco Trivulzio, II marchese di Vigevano |  |  |       |  |  |                                                          |  |  |                                                              |  |
|                                                         |  | Barbara Trivulzio                        | Gian Francesco Trivulzio, II marchese di Vigevano |  |  |       |  |  |                                                          |  |  |                                                              |  |
|                                                         |  | Barbara Trivulzio                        | Giulia Trivulzio                                  |  |  |       |  |  |                                                          |  |  |                                                              |  |
| Carlo Barbiano di Belgiojoso, V conte di Belgioioso     |  | Barbara Trivulzio                        |                                                   |  |  |       |  |  |                                                          |  |  |                                                              |  |
|                                                         |  | Ottavio Affaitati                        | Giovanni Pietro Affaitati                         |  |  |       |  |  |                                                          |  |  |                                                              |  |
|                                                         |  | Ottavio Affaitati                        | Giovanni Pietro Affaitati                         |  |  |       |  |  |                                                          |  |  |                                                              |  |
|                                                         |  | Ottavio Affaitati                        | Virginia D'Arco                                   |  |  |       |  |  |                                                          |  |  |                                                              |  |
| Giulia Affaitati                                        |  | Ottavio Affaitati                        |                                                   |  |  |       |  |  |                                                          |  |  |                                                              |  |
|                                                         |  | Costanza Affaitati                       | Ludovico II Affaitati, I conte di Grumello        |  |  |       |  |  |                                                          |  |  |                                                              |  |
|                                                         |  | Costanza Affaitati                       | Ludovico II Affaitati, I conte di Grumello        |  |  |       |  |  |                                                          |  |  |                                                              |  |
|                                                         |  | Costanza Affaitati                       | Giulia Visconti                                   |  |  |       |  |  |                                                          |  |  |                                                              |  |
| Giovanni Barbiano di Belgiojoso                         |  | Costanza Affaitati                       |                                                   |  |  |       |  |  |                                                          |  |  |                                                              |  |
|                                                         |  |                                          |                                                   |  |  |       |  |  |                                                          |  |  |                                                              |  |
|                                                         |  |                                          |                                                   |  |  |       |  |  |                                                          |  |  |                                                              |  |
|                                                         |  |                                          |                                                   |  |  |       |  |  |                                                          |  |  |                                                              |  |
| Filippo Malombra                                        |  |                                          |                                                   |  |  |       |  |  |                                                          |  |  |                                                              |  |
|                                                         |  |                                          |                                                   |  |  |       |  |  |                                                          |  |  |                                                              |  |
|                                                         |  |                                          |                                                   |  |  |       |  |  |                                                          |  |  |                                                              |  |
|                                                         |  |                                          |                                                   |  |  |       |  |  |                                                          |  |  |                                                              |  |
| Francesca Malombra                                      |  |                                          |                                                   |  |  |       |  |  |                                                          |  |  |                                                              |  |
|                                                         |  | Gian Giacomo Castiglioni, conte palatino | Giacomo Antonio Castiglioni                       |  |  |       |  |  |                                                          |  |  |                                                              |  |
|                                                         |  | Gian Giacomo Castiglioni, conte palatino | Giacomo Antonio Castiglioni                       |  |  |       |  |  |                                                          |  |  |                                                              |  |
|                                                         |  | Gian Giacomo Castiglioni, conte palatino | Isabella Castiglioni                              |  |  |       |  |  |                                                          |  |  |                                                              |  |
| Bianca Lucia Castiglioni                                |  | Gian Giacomo Castiglioni, conte palatino |                                                   |  |  |       |  |  |                                                          |  |  |                                                              |  |
|                                                         |  | Aurelia Porrone                          | Bassano Porrone                                   |  |  |       |  |  |                                                          |  |  |                                                              |  |
|                                                         |  | Aurelia Porrone                          | Bassano Porrone                                   |  |  |       |  |  |                                                          |  |  |                                                              |  |
|                                                         |  | Aurelia Porrone                          |                                                   |  |  |       |  |  |                                                          |  |  |                                                              |  |
|                                                         |  | Aurelia Porrone                          |                                                   |  |  |       |  |  |                                                          |  |  |                                                              |  |